# 小行星19873
小行星19873（19873 Chentao）是一颗绕太阳运转的小行星，为主小行星带小行星。该小行星于1960年9月19日发现，以天文学家陈韬的名字命名。

## 轨道参数
小行星19873的轨道半长轴为432 974 803 km，2.8942166 UA，离心率为0.027。